# Zeilen op de Middellandse Zeespelen
Zeilen is een van de sporten die tijdens de Middellandse Zeespelen worden beoefend.

## Geschiedenis
Zeilen stond voor het eerst op het programma van de Middellandse Zeespelen tijdens de tweede editie, in 1955 in Barcelona. Sindsdien stond de sport op elke editie van de Middellandse Zeespelen op het programma, behalve in 1967 in het Tunesische Tunis en in 1987 in het Syrische Latakia. Het programma werd doorheen de jaren verschillende keren gewijzigd. Momenteel staan er vier onderdelen op het programma: twee voor mannen en twee voor vrouwen. In het verleden waren er ook competities die zowel voor mannen als voor vrouwen openstonden. Hoewel vrouwen sedert 1967 mogen deelnemen aan de Middellandse Zeespelen, was het overigens wachten tot 1983 vooraleer er zeilsters te zien waren op de Spelen.

## Onderdelen

### Mannen
| Onderdeel             | 51               | 55               | 59               | 63               | 67               | 71               | 75               | 79               | 83               | 87               | 91               | 93               | 97               | 01               | 05               | 09               | 13               | 18               | 22               | Totaal           |                  |                  |                  |                  |                  |                  |                  |                  |
| Huidig programma      | Huidig programma | Huidig programma | Huidig programma | Huidig programma | Huidig programma | Huidig programma | Huidig programma | Huidig programma | Huidig programma | Huidig programma | Huidig programma | Huidig programma | Huidig programma | Huidig programma | Huidig programma | Huidig programma | Huidig programma | Huidig programma | Huidig programma | Huidig programma | Huidig programma | Huidig programma | Huidig programma | Huidig programma | Huidig programma | Huidig programma | Huidig programma | Huidig programma |
| --------------------- | ---------------- | ---------------- | ---------------- | ---------------- | ---------------- | ---------------- | ---------------- | ---------------- | ---------------- | ---------------- | ---------------- | ---------------- | ---------------- | ---------------- | ---------------- | ---------------- | ---------------- | ---------------- | ---------------- | ---------------- | ---------------- | ---------------- | ---------------- | ---------------- | ---------------- | ---------------- | ---------------- | ---------------- |
| Laser                 |                  |                  |                  |                  |                  |                  |                  |                  |                  |                  |                  | •                | •                | •                | •                | •                | •                | •                | •                | 8                |                  |                  |                  |                  |                  |                  |                  |                  |
| IQFoil                |                  |                  |                  |                  |                  |                  |                  |                  |                  |                  |                  |                  |                  |                  |                  |                  |                  |                  | •                | 1                |                  |                  |                  |                  |                  |                  |                  |                  |
| Onderdeel             | 51               | 55               | 59               | 63               | 67               | 71               | 75               | 79               | 83               | 87               | 91               | 93               | 97               | 01               | 05               | 09               | 13               | 18               | 22               | Totaal           |                  |                  |                  |                  |                  |                  |                  |                  |
| Afgevoerde onderdelen |                  |                  |                  |                  |                  |                  |                  |                  |                  |                  |                  |                  |                  |                  |                  |                  |                  |                  |                  |                  |                  |                  |                  |                  |                  |                  |                  |                  |
| Draak                 |                  |                  |                  |                  |                  | •                |                  |                  |                  |                  |                  |                  |                  |                  |                  |                  |                  |                  |                  | 1                |                  |                  |                  |                  |                  |                  |                  |                  |
| Finn                  |                  |                  |                  | •                |                  | •                | •                | •                |                  |                  |                  |                  |                  |                  |                  |                  |                  |                  |                  | 4                |                  |                  |                  |                  |                  |                  |                  |                  |
| Flying Dutchman       |                  | •                | •                |                  |                  | •                | •                | •                |                  |                  |                  |                  |                  |                  |                  |                  |                  |                  |                  | 5                |                  |                  |                  |                  |                  |                  |                  |                  |
| Mistral               |                  |                  |                  |                  |                  |                  |                  |                  |                  |                  |                  | •                | •                | •                | •                |                  |                  |                  |                  | 4                |                  |                  |                  |                  |                  |                  |                  |                  |
| RS:X                  |                  |                  |                  |                  |                  |                  |                  |                  |                  |                  |                  |                  |                  |                  |                  |                  |                  | •                |                  | 1                |                  |                  |                  |                  |                  |                  |                  |                  |
| Snipe                 |                  | •                |                  | •                |                  |                  |                  |                  |                  |                  |                  |                  |                  |                  |                  |                  |                  |                  |                  | 2                |                  |                  |                  |                  |                  |                  |                  |                  |
| Star                  |                  |                  |                  | •                |                  |                  |                  |                  |                  |                  |                  |                  |                  |                  |                  |                  |                  |                  |                  | 1                |                  |                  |                  |                  |                  |                  |                  |                  |
| 470                   |                  |                  |                  |                  |                  |                  | •                | •                |                  |                  | •                | •                | •                | •                | •                | •                | •                |                  |                  | 9                |                  |                  |                  |                  |                  |                  |                  |                  |
| 505                   |                  | •                |                  |                  |                  |                  |                  |                  |                  |                  |                  |                  |                  |                  |                  |                  |                  |                  |                  | 1                |                  |                  |                  |                  |                  |                  |                  |                  |
| Totaal                | 0                | 3                | 1                | 3                | 0                | 3                | 3                | 3                | 0                | 0                | 1                | 3                | 3                | 3                | 3                | 2                | 2                | 2                | 2                | 37               |                  |                  |                  |                  |                  |                  |                  |                  |

### Vrouwen
| Onderdeel             | 51               | 55               | 59               | 63               | 67               | 71               | 75               | 79               | 83               | 87               | 91               | 93               | 97               | 01               | 05               | 09               | 13               | 18               | 22               | Totaal           |                  |                  |                  |                  |                  |                  |                  |                  |
| Huidig programma      | Huidig programma | Huidig programma | Huidig programma | Huidig programma | Huidig programma | Huidig programma | Huidig programma | Huidig programma | Huidig programma | Huidig programma | Huidig programma | Huidig programma | Huidig programma | Huidig programma | Huidig programma | Huidig programma | Huidig programma | Huidig programma | Huidig programma | Huidig programma | Huidig programma | Huidig programma | Huidig programma | Huidig programma | Huidig programma | Huidig programma | Huidig programma | Huidig programma |
| --------------------- | ---------------- | ---------------- | ---------------- | ---------------- | ---------------- | ---------------- | ---------------- | ---------------- | ---------------- | ---------------- | ---------------- | ---------------- | ---------------- | ---------------- | ---------------- | ---------------- | ---------------- | ---------------- | ---------------- | ---------------- | ---------------- | ---------------- | ---------------- | ---------------- | ---------------- | ---------------- | ---------------- | ---------------- |
| Laser radiaal         |                  |                  |                  |                  |                  |                  |                  |                  |                  |                  |                  |                  |                  |                  |                  | •                | •                | •                | •                | 4                |                  |                  |                  |                  |                  |                  |                  |                  |
| IQFoil                |                  |                  |                  |                  |                  |                  |                  |                  |                  |                  |                  |                  |                  |                  |                  |                  |                  |                  | •                | 1                |                  |                  |                  |                  |                  |                  |                  |                  |
| Onderdeel             | 51               | 55               | 59               | 63               | 67               | 71               | 75               | 79               | 83               | 87               | 91               | 93               | 97               | 01               | 05               | 09               | 13               | 18               | 22               | Totaal           |                  |                  |                  |                  |                  |                  |                  |                  |
| Afgevoerde onderdelen |                  |                  |                  |                  |                  |                  |                  |                  |                  |                  |                  |                  |                  |                  |                  |                  |                  |                  |                  |                  |                  |                  |                  |                  |                  |                  |                  |                  |
| Laser                 |                  |                  |                  |                  |                  |                  |                  |                  |                  |                  |                  |                  |                  | •                | •                |                  |                  |                  |                  | 2                |                  |                  |                  |                  |                  |                  |                  |                  |
| Mistral               |                  |                  |                  |                  |                  |                  |                  |                  |                  |                  |                  | •                | •                | •                |                  |                  |                  |                  |                  | 3                |                  |                  |                  |                  |                  |                  |                  |                  |
| RS:X                  |                  |                  |                  |                  |                  |                  |                  |                  |                  |                  |                  |                  |                  |                  |                  |                  |                  | •                |                  | 1                |                  |                  |                  |                  |                  |                  |                  |                  |
| 470                   |                  |                  |                  |                  |                  |                  |                  |                  |                  |                  | •                | •                | •                | •                | •                | •                | •                |                  |                  | 7                |                  |                  |                  |                  |                  |                  |                  |                  |
| Totaal                | 0                | 0                | 0                | 0                | 0                | 0                | 0                | 0                | 0                | 0                | 1                | 2                | 2                | 3                | 2                | 2                | 2                | 2                | 2                | 18               |                  |                  |                  |                  |                  |                  |                  |                  |

### Open
| Finn          |   |   |   |   |   |   |   |   | • |   |   |   |   |   |   |   |   |   |   | 1 |
| Laser         |   |   |   |   |   |   |   |   |   |   | • |   |   |   |   |   |   |   |   | 1 |
| Lechner A-390 |   |   |   |   |   |   |   |   |   |   | • |   |   |   |   |   |   |   |   | 1 |
| 470           |   |   |   |   |   |   |   |   | • |   |   |   |   |   |   |   |   |   |   | 1 |
| Totaal        | 0 | 0 | 0 | 0 | 0 | 0 | 0 | 0 | 2 | 0 | 2 | 0 | 0 | 0 | 0 | 0 | 0 | 0 | 0 | 4 |

## Medaillespiegel
| Plaats | Land                           | Goud | Zilver | Brons | Totaal |
| 1      | Italië                         | 22   | 15     | 14    | 51     |
| 2      | Frankrijk                      | 19   | 17     | 12    | 48     |
| 3      | Spanje                         | 8    | 13     | 12    | 33     |
| 4      | Griekenland                    | 5    | 5      | 9     | 19     |
| 5      | Kroatië                        | 3    | 5      | 3     | 11     |
| 6      | Slovenië                       | 2    | 0      | 2     | 4      |
| 7      | Turkije                        | 0    | 1      | 3     | 4      |
| 8      | Joegoslavië                    | 0    | 1      | 1     | 2      |
| 9      | Cyprus                         | 0    | 1      | 0     | 1      |
| 9      | Libanon                        | 0    | 1      | 0     | 1      |
| 11     | Egypte1                        | 0    | 0      | 1     | 1      |
| 11     | Monaco                         | 0    | 0      | 1     | 1      |
| 11     | Verenigde Arabische Republiek1 | 0    | 0      | 1     | 1      |
| Totaal | Totaal                         | 59   | 59     | 59    | 177    |

1: de Verenigde Arabische Republiek werd de facto in 1961 opgeheven toen Syrië eruit stapte en Egypte als enige overbleef. Het land besloot echter de naam Verenigde Arabische Republiek te blijven aanhouden tot 1970. Desalniettemin worden de medailles die de Verenigde Arabische Republiek in 1963 won tegenwoordig in de eeuwige medaillestand toegekend aan Egypte.